# David P. Talley

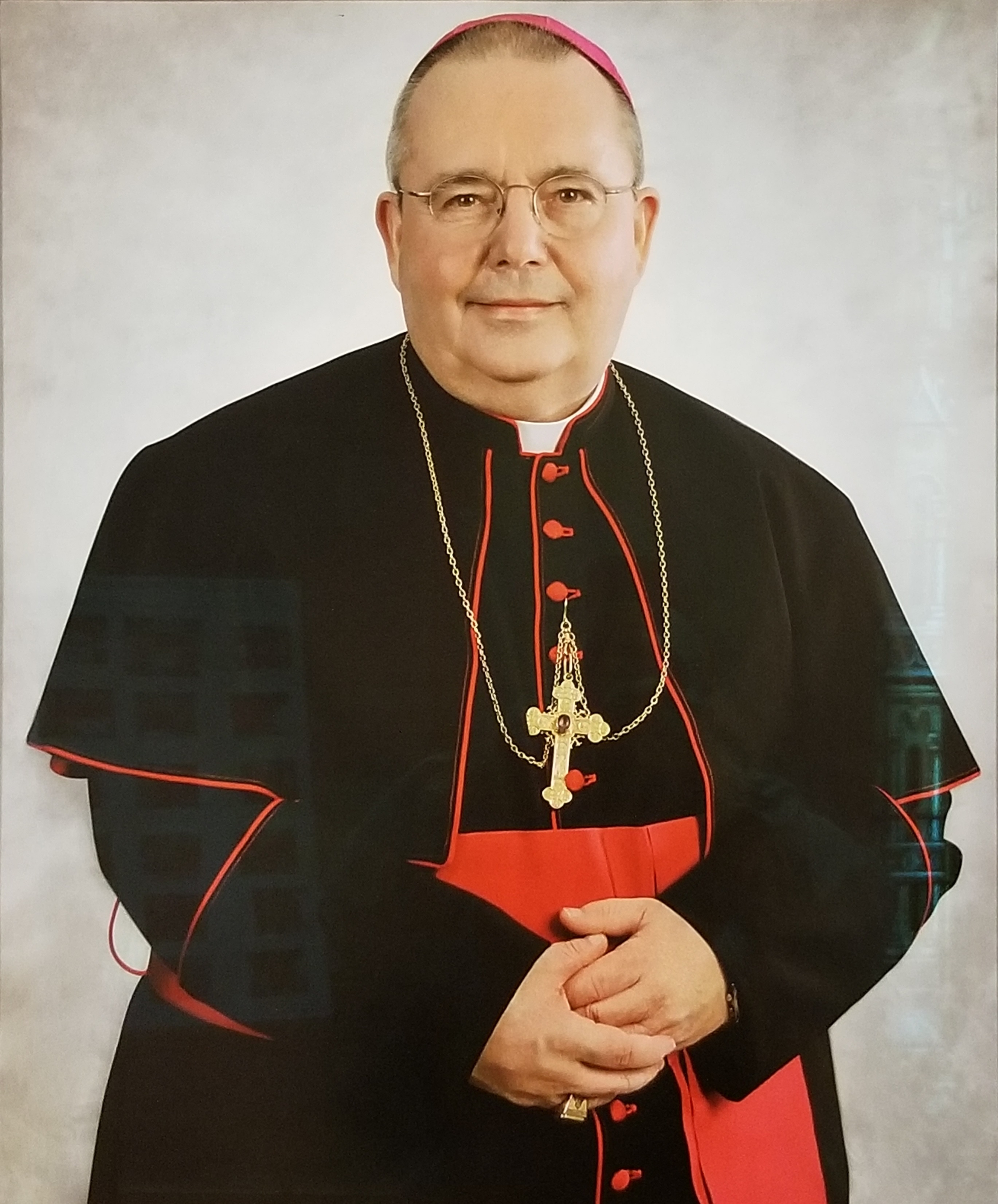
David P. Talley (2019)

Wappen von David Prescott Talley als Bischof von Memphis

Wappen als Bischof von Alexandria

David Prescott Talley (* 11. September 1950 in Columbus, Georgia, USA) ist ein US-amerikanischer Geistlicher und römisch-katholischer Bischof von Memphis.

## Leben
Ursprünglich Baptist, konvertierte David Talley zum katholischen Glauben. Vor seinem Entschluss, Priester zu werden, arbeitete er zehn Jahre lang als Sozialarbeiter mit missbrauchten Kindern.
Der Erzbischof von Atlanta, Eugene Antonio Marino SSJ, weihte ihn am 3. Juni 1989 zum Priester. An der Päpstlichen Universität Gregoriana in Rom wurde er in Kanonischem Recht promoviert. Nach seiner Rückkehr in die USA war er unter anderem in der Berufungspastoral und am Kirchengericht tätig. Im Jahr 2001 verlieh ihm Papst Johannes Paul II. den Titel eines Päpstlichen Ehrenprälaten. 2003 ging er in die Pfarrseelsorge. Unter seiner Leitung entstand 2010 der Neubau der St. John Neumann-Kirche in Lilburn, bevor er im Folgejahr die Saint Brigid's-Pfarrei in Johns Creek übernahm.
Papst Benedikt XVI. ernannte ihn am 3. Januar 2013 zum Titularbischof von Lambaesis und zum Weihbischof in Atlanta. Der Erzbischof von Atlanta, Wilton Daniel Gregory, spendete ihm am 2. April desselben Jahres die Bischofsweihe; Mitkonsekratoren waren Luis Rafael Zarama Pasqualetto, Weihbischof in Atlanta, und Gregory John Hartmayer OFMConv, Bischof von Savannah.
Am 21. September 2016 ernannte ihn Papst Franziskus zum Koadjutorbischof von Alexandria. Die Amtseinführung fand am 7. November desselben Jahres statt.
Mit dem Rücktritt Ronald Paul Herzogs am 2. Februar 2017 folgte er diesem als Bischof von Alexandria nach.
Am 5. März 2019 ernannte ihn Papst Franziskus zum Bischof von Memphis. Die Amtseinführung fand am 2. April desselben Jahres statt.